# 0524
0524 è il prefisso telefonico del distretto di Fidenza, appartenente al compartimento di Bologna.
Il distretto comprende la parte nord-occidentale della provincia di Parma. Confina con i distretti di Cremona (0372) a nord, di Parma (0521) a est, di Fornovo di Taro (0525) a sud e di Piacenza (0523) a ovest.

## Aree locali e comuni
Il distretto di Fidenza comprende 7 comuni compresi in 1 area locale, nata dall'aggregazione dei 2 preesistenti settori di Busseto e Fidenza: Busseto, Fidenza, Pellegrino Parmense, Polesine Parmense, Salsomaggiore Terme, Soragna e Zibello .